# Ледогранник
Ледогранник — эрратический валун утюгообразной, заметно огранённой, формы. На его гранях (фасетах) сохраняются следы ледниковой экзарации в виде ледниковой штриховки, полировки, а иногда и серповидные ледниковые шрамы. Такие огранённые фасеты свидетельствуют о длительной экзарации валунов в относительно зафиксированном, стационарном состоянии .
Ледниковая механическая обработка ледогранников происходит главным образом, на контакте движущегося льда, который вмещает валуны придонной морены, с горными породами ледникового ложа.
Плоско-выпуклые ледогранники формируются в штрихованных валунных мостовых. Наличие в осадочных разрезах и на поверхности ледогранников — один из важнейших диагностических признаков ледниковых отложений, то есть былого наличия ледников на данной территории, что подразумевает соответствующие климаты.
По находкам ледогранников реконструировалось, в частности, древнее оледенение Средней Сибири и ряда районов гор Южной Сибири.